# Propallene crinipes
Propallene crinipes là một loài nhện biển trong họ Callipallenidae. Loài này thuộc chi Propallene. Propallene crinipes được miêu tả khoa học năm 1968 bởi Stock.